# 布勒努
布勒努（法語：Brenoux，法語發音：[bʁənu]）是法国洛泽尔省的一个市镇，属于芒德区。

## 地理
布勒努（44°29'0"N, 3°31'59"E）面积11.25 平方千米，位于法国奧克西塔尼大區洛泽尔省，该省份为法国南部内陆省份，北起上盧瓦爾省和康塔爾省，西接阿韦龙省，南至加尔省，东临阿尔代什省。
与布勒努接壤的市镇（或旧市镇、城区）包括：芒德、拉尼埃若尔、圣艾蒂安-迪瓦尔多内、圣博济勒。

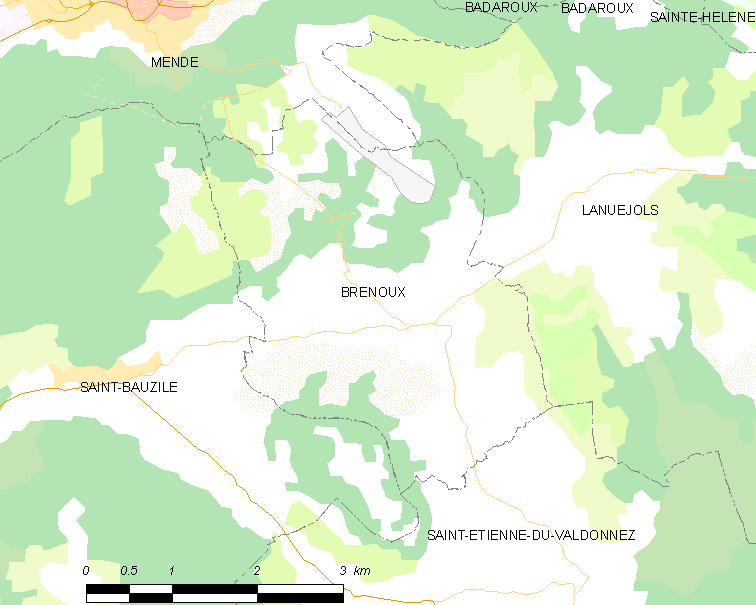
布勒努的OSM定位图

布勒努的时区为UTC+01:00、UTC+02:00（夏令时）。

## 行政
布勒努的邮政编码为48000，INSEE市镇编码为48030。

## 政治
布勒努所属的省级选区为圣艾蒂安-迪瓦尔多内县。

## 人口

1962-2008年间布勒努人口变化图示

布勒努于2022年1月1日时的人口数量为388人。